# 尼諾維奇
50°32′24″N 24°8′8″E / 50.54000°N 24.13556°E
尼諾維奇（烏克蘭語：Ниновичі），是烏克蘭西部的村莊，隸屬利維夫州的舍普季茨基區。該村面積0.99平方公里，2001年該城鎮人口112，人口密度每平方公里113.25人。